# Platyrhachus xanthopus
Platyrhachus xanthopus är en mångfotingart som beskrevs av Pocock 1894. Platyrhachus xanthopus ingår i släktet Platyrhachus och familjen Platyrhacidae. Inga underarter finns listade i Catalogue of Life.